# Dormans Park
Dormans Park är en by i Surrey i England. Byn är belägen 40,3 km 
från Guildford. Orten har 659 invånare (2015).